# Bubesheim
Bubesheim là một đô thị ở huyện Günzburg bang Bavaria thuộc nước Đức.